# Сомалийская щурка
Сомали́йская щу́рка  (лат. Merops revoilii) — вид птиц из семейства щурковые.

## Описание

### Внешний вид
Длина тела птицы 16-18 см. Масса тела составляет 12-15 грамма. Голова, задняя часть шеи, спина и крылья зелёные. Клюв чёрный. От клюва к глазу и чуть далее тянется чёрная полоса. Подбородок и горло белые. Брюшко бежевого цвета. Половой диморфизм отсутствует.

### Голос
Сомалийская щурка обычно молчалива. Голос громкий и отчётливый, обычно птица издаёт ниспадающее щебетание "тви-тви-тви".

## Распространение
Сомалийская щурка обитает в Африке: на территории Сомали, Эфиопии и Кении.

## Питание
Сомалийская щурка питается насекомыми, которых она обычно ловит на лету.